# هنرييت يورغنسن
هنرييت يورغنسن (بالدنماركية: Henriette Jørgensen)‏ هي ممثلة دنماركية، ولدت في 19 يونيو 1791 في كوبنهاغن في الدنمارك، وتوفيت في 17 نوفمبر 1847.